# Högs församling, Uppsala stift
Högs församling var en församling i Uppsala stift och i Hudiksvalls kommun i Gävleborgs län. Församlingen uppgick 2006 i Forsa-Högs församling.

## Administrativ historik
Församlingen har medeltida ursprung. Församlingen var till 1 maj 1918 annexförsamling i pastoratet Forsa och Hög, för att därefter till 1962 vara annexförsamling i pastoratet Hälsingtuna, Hög och Ilsbo. Från 1962 till 2006 åter annexförsamling i pastoratet Forsa och Hög. Församlingen uppgick 2006 i Forsa-Högs församling.
Församlingskoden var 218412

## Kyrkor
- Högs kyrka